# Євсузька сільська рада
| Євсузька сільська рада — колишній орган місцевого самоврядування у Біловодському районі Луганської області з адміністративним центром у с. Євсуг. Історична дата утворення: в 1918 році. Водоймища на території, підпорядкованій даній раді: річка Євсуг. Сільській раді були підпорядковані населені пункти: - с. Євсуг - с. Гончарове - с. Копані - с. Парневе - с. Привільне |

## Склад ради
Рада складалася з 16 депутатів та голови.

### Керівний склад ради
| ПІБ                          | Основні відомості                                                                       | Дата обрання | Дата звільнення |
| ---------------------------- | --------------------------------------------------------------------------------------- | ------------ | --------------- |
| Димніков Олег Михайлович     | Сільський голова, 1955 року народження, освіта, член Партії регіонів                    | 26.03.2006   | 31.10.2010      |
| Лисогор Михайло Анатолійович | Сільський голова, 1968 року народження, освіта середня спеціальна, член Партії регіонів | 31.10.2010   | 31.10.2012      |
| Мороз Валерій Іванович       | Сільський голова, 1956 року народження, освіта вища, член Партії регіонів               | 02.06.2013   |                 |

Примітка: таблиця складена за даними джерела